# Affichage obligatoire
L'affichage obligatoire — ou légal — est un ensemble de textes de loi que l'employeur est légalement tenu d'afficher sur le lieu de travail.

## En France
En France, les informations suivantes doivent être affichées :
1. les coordonnées de l'Inspection du travail, de la Médecine du travail et des services d'urgences ;
2. le détail des horaires de travail et du jour de repos hebdomadaire (s'il est autre que le dimanche), ainsi que les informations relatives aux dérogations liées aux horaires de travail ;
3. l'ordre des départs en congés ;
4. le lieu et les modalités de consultation des conventions collectives applicables, des accords collectifs de travail signés, du règlement intérieur ;
5. les consignes incendie ;
6. la liste des membres du CSE et leur bassin d'emploi pour les entreprises de plus de 50 salariés ;
7. les modalités de consultation du document unique d'évaluation des risques professionnels ;

Doivent être communiqués par tout moyen les textes relatifs :
- à l'égalité professionnelle (les articles L. 3221-1 à L. 3221-7 et R. 3221-2 du Code du travail) sous peine d'une contravention de 3e classe de 3 500 euros ;
- l'interdiction de fumer dans les locaux communs tout en précisant, le cas échéant, la liste des lieux mis à disposition pour les fumeurs (Décret 2006-1386 du 15 novembre 2006), sous peine d'une sanction de 1 500 euros ;
- au harcèlement moral et sexuel (Loi 2012 - 954) du 6 août 2012 modifiant les articles L1152-4 et L1153-5 du code du travail et 222-33-3 et 222-3 du code pénal sous peine d'une sanction de 1 500 euros ;
- à la lutte contre les discriminations (le texte des articles 225-1 à 225-4 du Code pénal).

## Affichage obligatoire selon le code du travail
C’est une obligation pour les entreprises de placer bien en vue de tous les employés les affiches réglementaires. Le Code du travail prévoit des affichages obligatoires qui doivent être présents dans un lieu visible de tous les salariés. L’affichage obligatoire est essentiellement composé de panneaux au format A4 ou format 50x70 plastifié, se rapportant à la lutte contre le tabagisme, à l'égalité hommes/femmes au travail et aux autres mentions légales obligatoires comme le lieu où les salariés peuvent consulter la Convention collective dont ils dépendent. L’affichage des horaires de travail, des consignes en cas de danger et des numéros d’urgence doivent aussi y être mentionnés.
Il existe des ressources gratuites en ligne permettant aux employeurs de s’informer sur leurs obligations en matière d’affichage. Par exemple, le site formationsecours.com met à disposition un récapitulatif à jour, conforme au Code du travail, avec les modèles d’affichages obligatoires disponibles gratuitement.